# ラレイン・デイ
ラレイン・デイ（Laraine Day 本名：La Raine Johnson, 1920年10月13日 - 2007年11月10日）は、アメリカ合衆国の女優。

## 生涯
本名はラ・レイン・ジョンソン（La Raine Johnson）で、ユタ州ルーズベルトのモルモン教徒の家庭に出生。のちにカリフォルニア州に引っ越した。1937年に『ステラ・ダラス』で映画デビュー。直ぐにRKOと契約を結んだ。1939年にメトロ・ゴールドウィン・メイヤーへ移籍する。

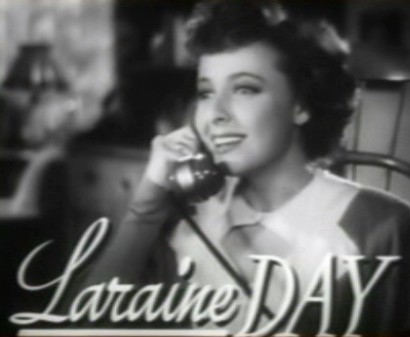
『マーガレットの旅』（1942年）の予告編より

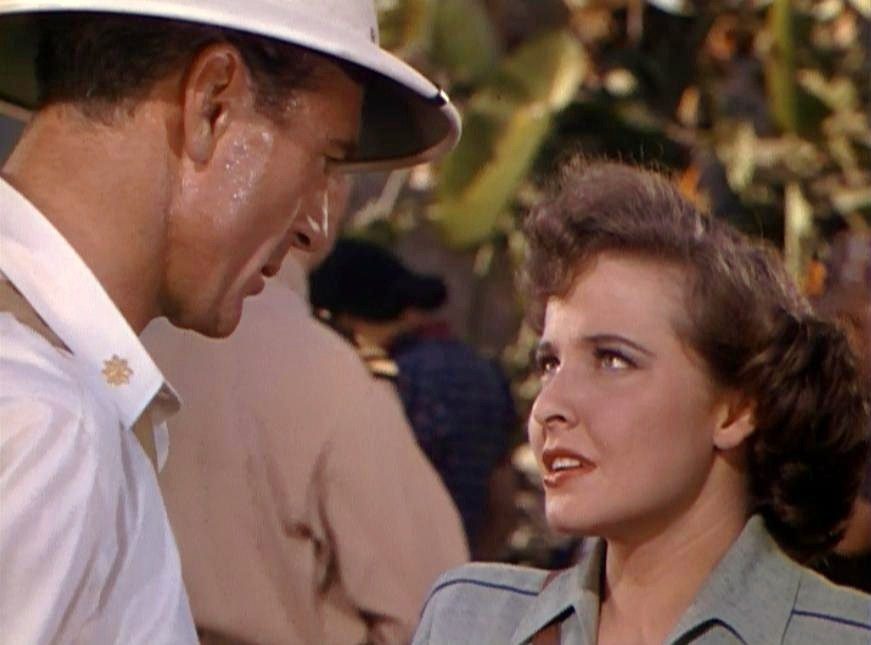
『軍医ワッセル大佐』（1944年）の予告編より。ゲイリー・クーパーと

1940年に『海外特派員』に主演して一躍注目を浴びる。1941年には「ハリウッドの明日のスター」1位に選ばれた。1946年は『危険な女』でも主演する。

## 私生活
モルモン教の信仰を固く守り、亡くなるまでいかなる種類のコーヒー、紅茶、アルコールも飲んだ事が無かった。
1942年にジェイムズ・ヘンドリックスと最初の結婚。
1946年12月1日にヘンドリックスとの離婚を申請した。そして、1947年1月20日に暫定的に離婚した。正式な離婚が成立し、再婚出来るようになるまでは1年待たなければならなかったが、テキサス州エルパソまで旅をし、メジャーリーグベースボールのロサンゼルス・ドジャースのレオ・ドローチャー監督と結婚式を挙げた。違法だとして認められず、1948年2月16日まで待って再度結婚した。
ドローチャーとは1960年6月に離婚。数日後にテレビのプロデューサーと結婚した。
2007年11月10日にユタ州アイヴィンスにある娘の自宅で死去。

## 主な出演作品
| 公開年 | 邦題 原題                                                  | 役名                       | 備考 |
| ------ | ---------------------------------------------------------- | -------------------------- | ---- |
| 1937   | ステラ・ダラス Stella Dallas                               |                            |      |
| 1939   | ターザンの猛襲 Tarzan Finds a Son                          | リチャード・ランシング夫人 |      |
| 1940   | 海外特派員 Foreign Correspondent                           | キャロル・フィッシャー     |      |
| 1941   | 荒野の掠奪 The Bad Man                                     | ルチア・ペル               |      |
| 1943   | マーガレットの旅 Journey for Margaret                      | ノラ・ジョーンズ           |      |
| 1943   | ミスターラッキー Mr. Lucky                                 | ドロシー・ブライアント     |      |
| 1944   | 軍医ワッセル大佐 The Story of Dr. Wassell                  | マドレーヌ                 |      |
| 1944   | パイロットの花嫁 Bride by Mistake                          | ノラ・ハンター             |      |
| 1946   | 危険な女 The Locket                                        | ナンシー                   |      |
| 1947   | タイクーン Tycoon                                          | モーラ                     |      |
| 1949   | 十三号桟橋 I Married a Communist                           | ナンローリー・コリンズ     |      |
| 1954   | 紅の翼 The High and the Mighty                             | リディア・ライス           |      |
| 1960   | 他人の声 The 3rd Voice                                     | マリアン・フォーブス       |      |
| 1975   | ファラ・フォーセットの スカイパニック Murder on Flight 502 | クレア・ガーウッド         |      |
| 1986   | ジェシカおばさんの事件簿 Murder, She Wrote                 | コンスタンス・フレッチャー |      |